# 拉貝爾港 (佛羅里達州)
拉貝爾港（英語：Port LaBelle）是位於美國佛羅里達州亨德里縣的一個人口普查指定地區。

## 地理
拉貝爾港的座標為26°44′52″N 81°23′34″W / 26.74778°N 81.39278°W，而該地最高點為海拔高度3米（即10英尺）。

## 人口
根據2010年美國人口普查的數據，拉貝爾港的面積為21.20平方千米，當中陸地面積為21.20平方千米，而水域面積為0.00平方千米。當地共有人口3530人，而人口密度為每平方千米166人。